# Tratado de Montevidéu de 1980
O Tratado de Montevidéu de 1980 é um tratado internacional constitutivo da Associação Latino-Americana de Integração. Foi assinado em 12 de agosto de 1980 pelos mesmos países signatários da Associação Latino-Americana de Livre-Comércio (ALALC) a fim de refundá-la e entrou em vigor em 18 de março de 1981. Com objetivo de renovar processo de integração latino-americano e a estabelecer objetivos e mecanismos compatíveis com a realidade da região. Assim, institucionalizou a ALADI e o Tratado de Montevidéu de 1960 (que constituiu a ALALC) foi "reiniciado".
Seus signatários originais foram Argentina, Bolívia, Brasil, Colômbia, Chile, Equador, México, Paraguai, Peru, Uruguai e Venezuela. Posteriormente, foi ratificado por Cuba em 1999 e Panamá em 2012.
O acordo estabeleceu tratamento especial para os países de menor desenvolvimento econômico, classificando-os em três graus:
- Países de menor desenvolvimento econômico relativo; Bolívia, Equador e Paraguai.
- Países de desenvolvimento intermediário; Colômbia, Chile, Peru, Uruguai e Venezuela.
- Países com um alto desenvolvimento económico; Argentina, Brasil e México.[4]